# 執達吏

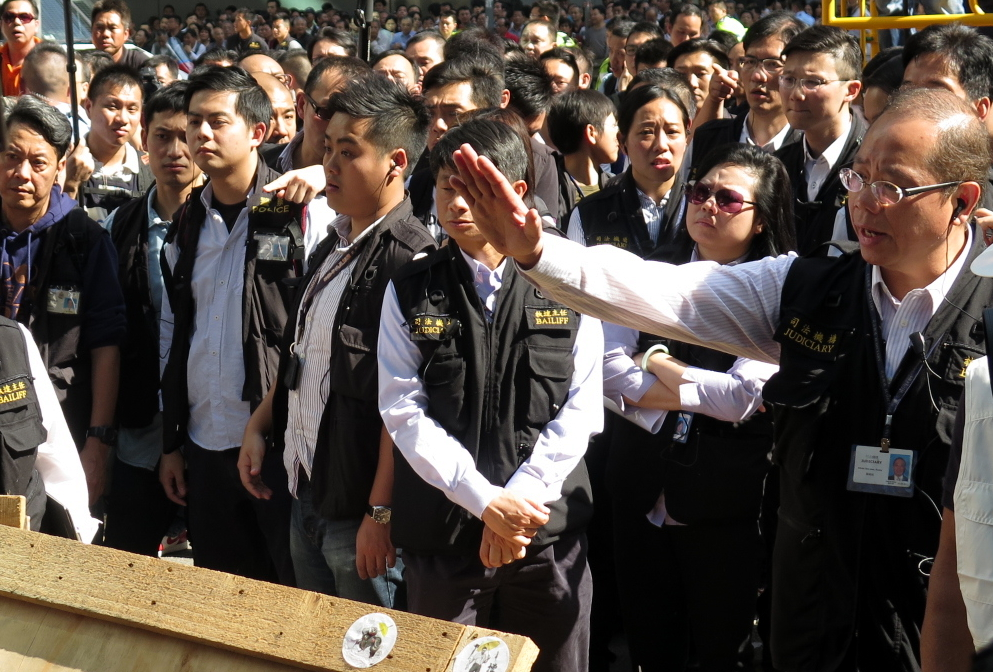
2014年11月25日，執達主任到旺角佔領區進行清場行動

執達主任（又稱執達吏），是一種為法庭服務，負責執行及傳達法官裁決的官吏、職員。

## 各地情况

### 香港
在香港相關的職業稱謂為執達主任（bailiff）和助理執達主任（assistant bailiff），隸屬於執達事務組。主要工作為按照法院、審裁處或訴訟人士的要求送達傳票以及其他重要的法律文件，以及促使有關人士完全遵從及履行法院或審裁處的判決及命令。工作例子如強制收回物業、沒收貨物、執行拘捕令等。執達吏一般會在工作期間執行法庭命令。

#### 工作範圍
香港法例第4章《高等法院條例》第38A條賦予執達主任權力，執行法院的法律程序文件。執達主任辦事處分別設於高等法院、區域法院、觀塘法院、西九龍法院及沙田法院五個地方。其職能是就各級法院的民事案件判決結果到香港各處執法，現歸類以下四點：
1) 執行區域法院的追租令，到所述地址進行扣押債務人的財產；
2) 執行各級法院的管有令狀（又稱為收樓令），派發《給佔用人的遷出通知書》及破門入屋執行收樓程序；
3) 到訪民事債務人的相關地址追收債務或在可能情況下扣押債務人的財產（包括車輛）；
4) 扣押入境香港的債務人船隻；
5) 必要時在法庭維持秩序。
根據香港法例，阻撓或者不遵從執達吏執行法庭命令，屬違反藐視法庭，藐視法庭罪屬於普通法罪行，法律上沒有定明刑罰，因此刑罰由法官判決。

#### 往例
2014年12月10日在旺角清場及驅散行動中，包括香港眾志秘書長黃之鋒在內的20人，涉嫌阻撓執達吏執行法庭禁制令清理旺角彌敦道的佔領區，被控藐視法庭。

### 澳门
而澳門與之對應的職位則為司法文員（葡萄牙語：oficial de justiça）。

## 延伸阅读
- 執達主任職系架構及實際員額，香港立法會文件 CB(2)1039/02-03(02) （页面存档备份，存于）
- 香港执达吏的故事[永久]（简体中文）
- 執達吏處理不當 政府善後迅速 （页面存档备份，存于），文匯評論，香港文匯報（2008-06-26）（繁體中文）
- 执达吏可能破门入屋追债 （页面存档备份，存于） - 英国生活，BBC China（简体中文）